# 三原拓也
三原 拓也（みはら たくや、1990年8月22日 - ）は、日本のプロモトクロスレーサー。徳島県出身。

## 経歴
2007年度に国際A級に昇格。2008年から2009年度まで川崎販売促進部直属のチームグリーンに所属。2010年度からはプライベーターチームであるパーク神戸レーシングに所属。5歳からバイクに乗り始める。

## 戦歴
- 2005年 国内A級全国大会優勝
- 2006年 国際B級昇格
- 2007年 国際A級昇格